# Douglas McWhirter
Douglas S. McWhirter (ur. 13 sierpnia 1886 w Erith, zm. 14 października 1966 w Plumstead) – angielski piłkarz amator. Złoty medalista letnich igrzysk olimpijskich w Sztokholmie. Wystąpił w jednym spotkaniu.